# Neelyville
Neelyville és una població dels Estats Units a l'estat de Missouri. Segons el cens del 2008 tenia 500 habitants.

## Demografia
Segons el cens del 2000, Neelyville tenia 487 habitants, 194 habitatges, i 127 famílies. La densitat de població era de 162,1 habitants per km².
Dels 194 habitatges en un 34,5% hi vivien nens de menys de 18 anys, en un 42,3% hi vivien parelles casades, en un 17% dones solteres, i en un 34,5% no eren unitats familiars. En el 30,9% dels habitatges hi vivien persones soles el 12,9% de les quals corresponia a persones de 65 anys o més que vivien soles. El nombre mitjà de persones vivint en cada habitatge era de 2,51 i el nombre mitjà de persones que vivien en cada família era de 3,12.
Per edats la població es repartia de la següent manera: un 30% tenia menys de 18 anys, un 10,3% entre 18 i 24, un 30,4% entre 25 i 44, un 19,5% de 45 a 60 i un 9,9% 65 anys o més.
L'edat mediana era de 32 anys. Per cada 100 dones de 18 o més anys hi havia 78,5 homes.
La renda mediana per habitatge era de 21.719 $ i la renda mediana per família de 25.000 $. Els homes tenien una renda mediana de 22.250 $ mentre que les dones 15.735 $. La renda per capita de la població era de 10.598 $. Entorn del 19,9% de les famílies i el 25,7% de la població estaven per davall del llindar de pobresa.

## Poblacions més properes
El següent diagrama mostra les poblacions més properes.